# Coulommiers (Käse)

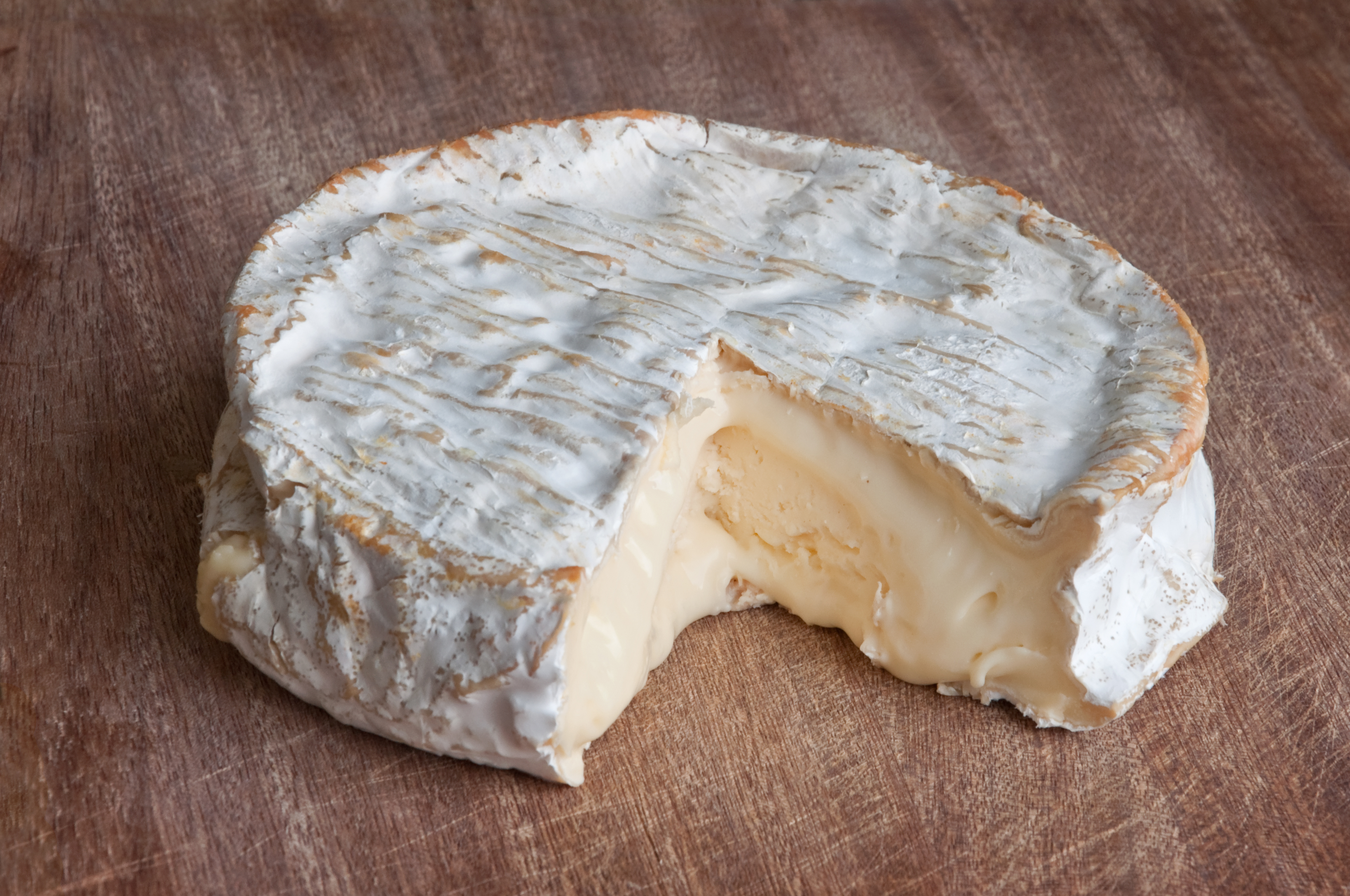
Coulommiers

Coulommiers ist ein aus Kuhmilch hergestellter französischer Weichkäse mit Weißschimmel. Er ähnelt dem Brie oder Camembert und hat 45 bis 50 Prozent Fett in der Trockenmasse. Er ist nach dem Ort Coulommiers benannt, wo er ursprünglich hergestellt wurde.
Der kleine Käse mit einem Durchschnittsgewicht von etwa 350 Gramm wird großteils in Fabriken in den Regionen Île-de-France und Champagne-Ardenne hergestellt. Er reift innerhalb von gut einem Monat von einem milden, leicht pilzigen Aroma und fein-nussigem Geschmack zu einem kräftigen bis rassig-würzigem Geruch und Geschmack. Dabei verfärbt sich der anfangs reinweiße Schimmelrasen zunehmend rötlichbraun. Der beste Coulommiers kommt zwischen Frühjahr und Spätherbst auf den Markt. Weil es kein verbindliches Gesetz gibt, das die Herstellung regelt, erhielt der Coulommiers nicht den Status einer geschützten Herkunftsbezeichnung.
Der Käse schmeckt pur mit ein paar (roten) Trauben und lässt sich wie Brie verwenden. Als Begleitgetränk empfiehlt sich Rotwein, zum Beispiel Côtes du Rhône.